# Kronična opstruktivna plućna bolest
Kronična opstruktivna plućna bolest ili skraćeno KOPB, ponegdje KOBP (engleski: chronic obstructive pulmonary disease COPD; latinski: morbus pulmonis obstructivus chronicus) je stanje trajne, progresivne opstrukcije zračnog protoka kroz dišne putove, te se uglavnom odnosi na povezane poremećaje koji bolesniku postupno smanjuju difuzijski kapacitet, odnosno smanjuju dah.

## Opis bolesti i simptomi
KOPB predstavlja stanje koje obuhvaća kronični opstruktivni bronhitis i emfizem pluća. Zbog kroničnoga opstruktivnog bronhitisa dišni putevi su upaljeni i suženi. Posljedica je da to sprječava protok zraka u izdahu i potreban dodatni napor zadisati. Sve to može biti uzrokom zaduhe. Drugi dio stanje čini emfizem, oštećenje građe pluća. Pojavljuje se u plućnim mjehurićima u kojima se odvija izmjena plinova – alveolama, čije stijenke gube elastičnost pa je otežan izlazak zraka u izdahu. Simptomi poput zaduhe i kašlja postupno se pogoršavaju te znatno utječu na kakvoću života.
Oštećenja pluća do kojih dolazi zbog KOPB-a ne mogu se popraviti. U prvim fazama bolesti javlja se otežano disanje i povremeni napadaji kašljanja. U početku mnogi ljudi čak ni ne znaju da boluju od KOPB-a. 
Prvi simptomi KOPB-a su obično opći osjećaj bolesti, kratki dah, kašljanje i sl. Međutim, kako bolest napreduje simptomi se sve više pogoršavaju. U većini slučajeva uzrok bolesti je pušenje, te je vjerojatnost da će oboljeli umrijeti od KOPB-a 10 puta veća u pušača nego u nepušača.

## Uzročnici bolesti
U većini slučajeva KOPB je posljedica pušenja, osobito u Europi. Udahnuti dim izaziva upalu dišnih puteva i uzrokuje kašalj. Osim aktivnog pušenja što je u 90 % slučajeva uzrok ove bolesti, uzrok može još biti i pasivno pušenje pa obole i nepušači. Ostali čimbenici nastanka su zagađeni zrak na otvorenom ili u zatvorenom prostoru, dugo trajna profesionalna izloženost nekim plinovima, izloženost nadražljivcima i onečišćivačima, nasljedni čimbenik, dječje respiratorne infekcije i slično. Prestankom pušenja sprječava se nastanak ili pogoršanje bolesti. Brzina razvoja bolesti ovisi o osjetljivosti osobe, o nasljednim osobinama (manjak ili nedostatak alpha-1-antitripsina, hiperreaktivnosti bronha), socioekonomskom statusu (učestale infekcije, životni uvjeti). 
Osim u pušača, KOPB je učestaliji i kod osoba izloženih organskim i anorganskim prašinama, dimovima varenja i aerosolima. 
Broj ljudi pogođenih KOPB-om je u trajnom porastu, što snažno utječe na sustave zdravstvenog osiguranja, bolesnika i društvo u cjelini. Među glavnim uzrocima je pobola i smrtnosti u svijetu, a broj oboljelih i umrlih je u porastu, te predstavlja značajan javno-zdravstveni problem. Mnogi ljudi godinama pate od ove bolesti, te umiru prije vremena zbog njenih posljedica. Budući da ne postoji lijek za ovakvu bolest, liječenje je uglavnom simptomatsko. KOPB je trenutno četvrti najčešći uzrok smrti na svijetu.

## Poboljšanje kvalitete života
Postoje načini kako se oboljeli može osjećati bolje. Prvo mora prestati pušiti, čime će mu pluća vremenom stariti jednako kao i pluća nepušača. Zdrava prehrana je važna, valja izbjegavati teže probavljivu hranu i držati medicinski ispravnu dijetu, jer prekomjerna tjelesna težina izaziva veći osjećaj zaduhe. Ako se ima manju tjelesnu masu s obzirom na visinu, možda bi trebala posebna dijeta. Kad se u fazi pogoršanja, uputni su češći manji obroci. Vježbanje također pomaže. Prije planirana napora dobro je uzeti propisani lijek, što pomaže boljem podnošenju aktivnosti i smanjenju osjećaja zaduhe. Može se osjetiti zaduhu i pri vježbanju ali čak i pri dnevnim aktivnostima, no to nije opasno i zaduha prolazi ubrzo nakon prestanka aktivnosti. Pogreška je ako se smanjuje tjelesnu aktivnost zbog osjećaja zaduhe, iako je vrlo je neugodan i ponekad zastrašujući. Smanjenje tjelesne aktivnosti dodatno smanjuje sposobnost podnošenja napora i takvim načinom života zaduhu će se osjećati kod sve manjih napora. Treba pokušati vježbati koliko se češće može, jer se time poboljšava tjelesna kondicija i raspoloženje.

## Značajna pogoršanja
Ako se stanje značajno pogorša, to se zove egzacerbacija. Oboljeli osjeća više tegoba nego inače, što može biti vrlo izraženo i teško podnošljivo. Pojava egzacerbacija česta je nakon obične prehlade ili za lošeg vremena. Stanje pogoršanja različite je dužine trajanja, a obično je od 7 do 21 dan. Potraje li duže ili je praćeno izrazitom zaduhom i značajnim ograničenjem u svakodnevnim aktivnostima, zahtijeva će dodatno liječenje.

## Vanjske poveznice
- PLIVAzdravlje - Kronična opstrukcijska bolest pluća (KOPB)
- Smjernice za dijagnostiku i liječenje KOPB-a
- Kronična opstruktivna plućna bolest s Medicina.hr  Arhivirana inačica izvorne stranice od 14. prosinca 2007. (Wayback Machine)
- Rožman, Alma. 23. srpnja 2018. Kome prijeti KOPB?. vasezdravlje.com. Pristupljeno 2. ožujka 2022.
- Utjecaj roflumilasta pri liječenju KOPB-a  Arhivirana inačica izvorne stranice od 4. rujna 2009. (Wayback Machine)